# Nasum
Nasum (se prononce /ˈɴa:zum/) est un groupe suédois de grindcore, originaire de Örebro. Le groupe compte quatre albums et se sépare après le décès du chanteur et guitariste Mieszko Talarczyk, victime du tsunami du 26 décembre 2004 en Thaïlande. Le nom du groupe s'inspire du film d'horreur Flesh for Frankenstein (en français : De la chair pour Frankenstein). Les textes de Nasum traitent essentiellement de questions sociales et politiques (antiracisme, anticonformisme, lutte contre la désinformation, etc.).

## Biographie
Nasum est formé en 1992 à Örebro. Le nom du groupe est inspiré d'une réplique tirée du film Flesh for Frankenstein de Paul Morrissey. On peut d'ailleurs entendre cette réplique au début du titre Blind World (présent sur le split du même nom et sur Grind Finale). Ils publient un EP, Industrislaven, produit par Dan Swanö. En 1997, Nasum signe avec le label Relapse Records et y publie son premier album studio, Inhale/Exhale. Ils tourneront par la suite aux États-Unis.
Leur troisième album, Helvete, qui fait participer Shane Embury de Napalm Death, est publié en 2003, et bien accueilli par la presse spécialisée, et leur permet de se populariser en particulier dans le circuit européen.
Les membres du groupe se séparent après le décès du chanteur et guitariste Mieszko Talarczyk, victime du tsunami du 26 décembre 2004 en Thaïlande. Sa mort n'est confirmée que le 17 février 2005. Une compilation, Grind Finale, est publiée en 2006 et un album live album comprenant leur performance à Osaka, intitulé Doombringer, est publié au début de 2008. Le groupe entreprend une série de concerts en festivals, puis une tournée en tête d'affiche en 2012 pour célébrer les 20 ans de Nasum, rendre hommage à Mieszko Talarczyk, et faire ses adieux aux fans. À cette occasion, le poste de chanteur est repris par Keijo Niinimaa de Rotten Sound.

## Membres

### Derniers membres
- Mieszko Talarczyk (†) - basse (1992-1994), guitare (1992-1996), batterie, chant (1996-2005,)
- Anders Jakobson - batterie, chant (1996-2000), guitare (1993-1996)
- Urban Skytt - guitare (2003-2005, 2012)
- Jon « Elle » Lindqvist - basse (2003-2005), chant

### Anciens membres
- Rickard Alriksson - batterie, chant (1992-1995)
- Jesper Liveröd - basse, chant (1999-2003)

## Discographie
- 1993 : Blind World (split avec Agathocles)
- 1994 : Domedagen (démo)
- 1994 : Grindwork (split avec Vivisection, Clotted Symmetric Sexual Organ et Retaliation)
- 1994 : Smile When You're Dead (split CD avec Psycho)
- 1995 : Industrislaven (maxi)
- 1997 : World In Turmoil (maxi)
- 1998 : The Black illusion (split avec Abstain)
- 1998 : Cover 7" EP (maxi)
- 1998 : Inhale/Exhale (album)
- 1999 : The Nasum/Warhate Campaign (split avec Warhate)
- 2000 : Human 2.0 (album)
- 2000 : Split (split avec Asterisk)
- 2001 : Split (split avec Skitsystem)
- 2003 : helvete (album)
- 2004 : Shift (album)
- 2006 : Grind Finale (compilation)
- 2008 : Doombringer (live)